# Donegal Bay
Donegal Bay är en vik i republiken Irland. Den ligger i den norra delen av landet, 200 km nordväst om huvudstaden Dublin.